# Publij Kornelij Scipion starejši
Publij Kornelij Scipion starejši (latinsko Publius Cornelius Scipio), starorimski general in politik, * neznano, † 211 pr. n. št.
Izhajal je iz ugledne družine Kornelijcev. Njegov ded Lucij Kornelij Scipion Barbat je bil konzul leta 298. pr. n. št., oče Lucij Kornelij Scipion pa je bil konzul v času prve punske vojne, prav tako kot stric Gnej Kornelij Scipion Asina. Starejši brat Gnej Kornelij Scipion Kalvo je bil izvoljen za konzula leta 221. pr. n. št.
Publij je bil za konzula izvoljen na samem začetku vojne. Skupaj z vojsko je leta 218. pr. n. št. odplul iz Pise v Masilijo, da bi preprečil pot Hanibalovi vojski, ki je napredovala skozi Galijo proti Italiji. Ko je slišal, da se je Hanibal kljub temu prebil proti Alpam, se je takoj umaknil nazaj v Italijo. Tam so se njegove sile prvič spopadle s Hanibalom pri Ticinu. Bitka se je končala s porazom, Scipion pa je bil ranjen. Nekaj kasneje se je Scipionova vojska združila z vojsko Tiberija Sempronija Longa. Medtem ko je previdni Scipion želel preprečiti novo bitko, je Sempronij vztrajal pri njej, kar je privedlo do novega poraza, tokrat pri Trebiji.
Kljub dvema porazoma je Scipion ohranil ugled v rimski javnosti, zato mu je bilo zaupano poveljstvo nad vojsko, ki je bila poslana v Španijo, da bi se pridružila Gnejevi vojski, ki je napadala kartažanska ozemlja. Publij in Gnej sta tam nizala uspehe, medtem ko so Rimljani v sami Italiji trpeli poraze. Publij je bil leta 211. pr. n. št. ubit v bitki na Gornjem Betisu.
Publij je znan kot oče znamenitega Scipiona Afričana in Scipiona Aziatika.
Glej tudi:
- Druga punska vojna
- Rimsko osvajanje Iberskega polotoka